# James Walter Grimes
 (avril 2020).
Si vous disposez d'ouvrages ou d'articles de référence ou si vous connaissez des sites web de qualité traitant du thème abordé ici, merci de compléter l'article en donnant les références utiles à sa vérifiabilité et en les liant à la section « Notes et références ».
James Walter Grimes est un botaniste américain, né en 1953.

## Biographie
En 1988, il soutient sa thèse, Systematics of New World Psoraleeae (Leguminosae: Papilionoideae) à l'Université du Texas à Austin.

## Travaux
- Wetter, M.A. & J.W.Grimes. 1982. Notes on the asters (Asteraceae) of Edward S. Burgess. Brittonia 34: 273-281.
- Grimes, J.W., Keller, S. 1982. The herbarium of Wesleyan University, Middletown, Connecticut. Brittonia 34: 368-375.
- Grimes, J.W., R.C.Barneby. A New Acacia (Mimosaceae) from Tropical Southeast Brazil, 1985. Brittonia, Vol. 37, Nº 2 (abr - jun., 1985), pp. 186-189. Ed. Springer
- Barneby, R. C. & Grimes, J. W. Flora de China.
- Barneby, R. C. & Grimes, J. W. 1996. Silk Tree, Guanacaste, Monkey's Earring: A generic system for the synandrous Mimosaceae of the Americas. Part I. Abarema, Albizia, & Allies; × Rupert C. Barneby & James W. Grimes; 292 pp., 19 illustrations, 64 cartes.  (ISBN 0-89327-395-3). Scientific Publications Department, jardin botanique de New York.